# Järnvägsparken
Le parc ferroviaire (en suédois : Järnvägsparken) est un parc public situé dans le quartier de Norrmalm à Stockholm en Suède,. 

## Description
Järnvägsparken est un parc pavé du centre de Stockholm le long de Vasagatan, au sud de la gare centrale de Stockholm et au nord de Tegelbacken. 
Le long des allées du parc fleuri, il y a des sièges pour les voyageurs et les visiteurs, et des cafés en plein air bordent la façade du Stationskvarteret. 
À l'intérieur de l'entrée de la gare, la verdure se poursuit dans un jardin d'hiver qui relie l'extérieur et l'intérieur.
Le parc a reçu son nom en 1925,.
Le concept de parc ferroviaire est bien établi dans les villes suédoises et trouve ses origines au milieu du XIXème siècle. La construction du chemin de fer a commencé et, dans ce contexte, un parc urbain a souvent été créé à proximité de la gare. Les parcs ferroviaires étaient et sont souvent des oasis de verdure avec de grandes plantations et des sentiers sinueux pour les promenades et la première chose qu'un voyageur rencontre dans une ville.
Le parc ferroviaire de Stockholm était autrefois une oasis de verdure, mais à mesure que l'automobile progressait, le parc s'est rétréci et est devenu méconnaissable. Aujourd'hui, le site est pavé et caractérisé par des infrastructures, avec des ponts en béton couvrant 44 % du site.
L'entreprise d'architecture paysagère LAND a été chargé d'utiliser des moyens simples pour améliorer les sentiers et les entrées, créer les conditions d'une utilisation flexible pour divers événements et ajouter de la verdure, de nouveaux équipements et améliorer l’accessibilité du parc.
La voie de circulation verte offre de meilleures liaisons vers la ville et Brunkebergstorg.
Les escaliers reliant Centralplan, Klara sjö et l'hôtel de ville de Stockholm sont conçus pour permettre d'accéder aux nouveaux itinéraires piétonniers via Järnvägsparken,.

## Histoire
Le parc, qui était à l'origine beaucoup plus grand et verdoyant, a été construit dans le cadre de la construction de la gare centrale de Stockholm dans les années 1870,. 
En 1893, une statue de l'ingénieur Nils Ericson, conçue par le sculpteur John Börjeson, a été érigée dans le parc. 
Nils Ericson a été l'initiateur du tracé de la ligne Sammanbindningsbanan. 
La statue se dresse aujourd'hui devant l'entrée principale de la gare centrale de Stockholm.
Le parc a conservé sa conception d'origine jusqu'en 1946, quand la construction d'un viaduc temporaire a commencé,. 
Le viaduc a été inauguré en juin 1948 et a été créé pour soulager le trafic qui traversait auparavant la voie ferrée sur un passage à niveau. Le parc fut encore plus transformé lorsque les travaux du métro de Stockholm commencèrent en 1952, mais c'est avec la construction du pont Centralbron et des rampes associées qu'il prit son aspect actuel,.
Le parc est actuellement entouré de voies de circulation. Le parc est composé de zones pavées avec quelques arbres occasionnels et quelques bancs dans un environnement bruyant. 
Une mosaïque de carreaux, « Idealized Park » d'Olle Nyman, avec des motifs d'arbres, est destinée à nous rappeler l'ancienne verdure,.
En mars 2010, le Conseil d'urbanisme et d'immobilier a chargé le bureau de l'immobilier de trouver un moyen de créer un marché urbain là où se trouve Järnvägsparken. 
Le modèle est Londres, où se trouvent, entre autres, Camden Market et Portobello Road.

## Galerie

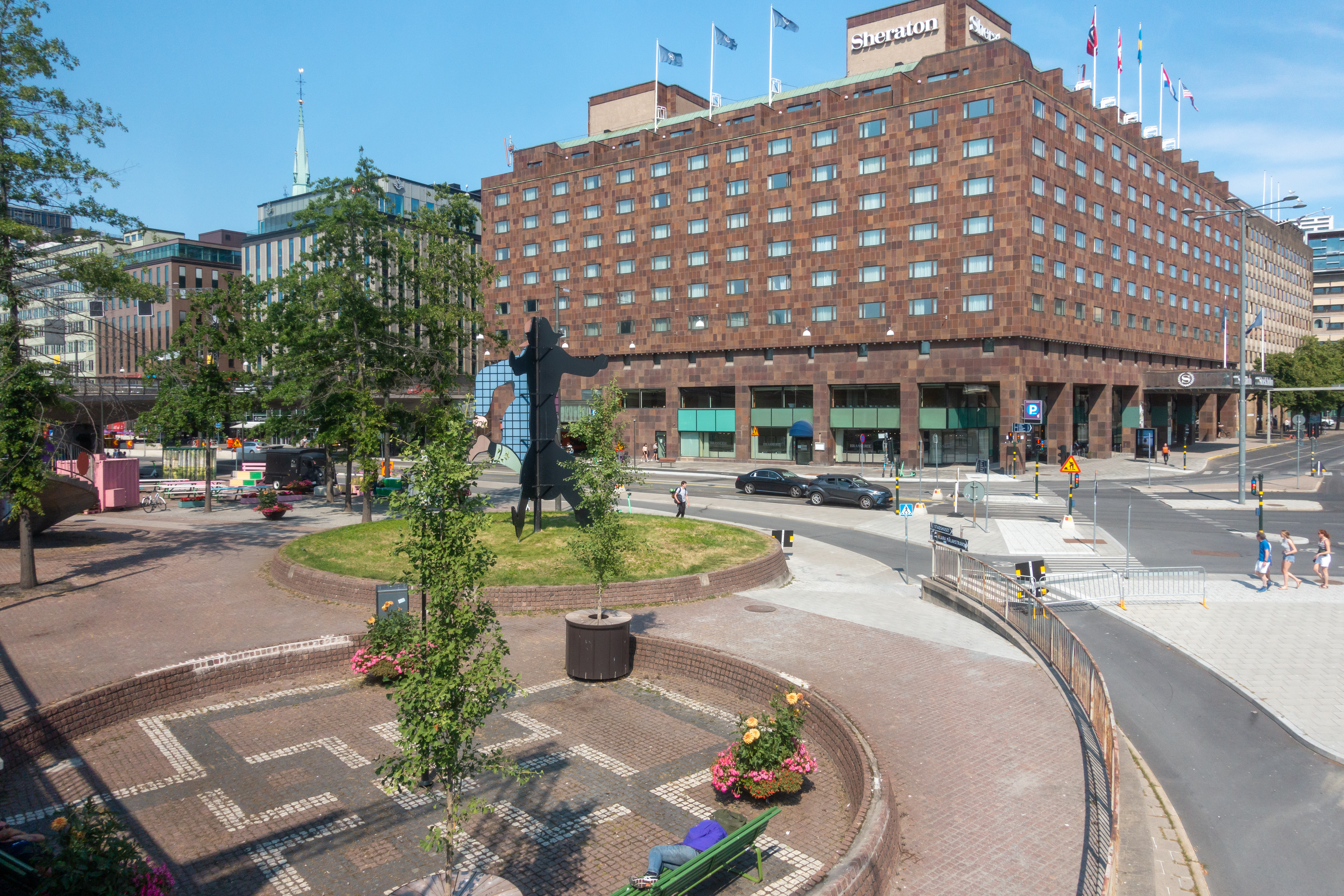
Järnvägsparken en 2021. L'hôtel Sheraton au coin de Vasagatan et de Tegelbacken  au fond.
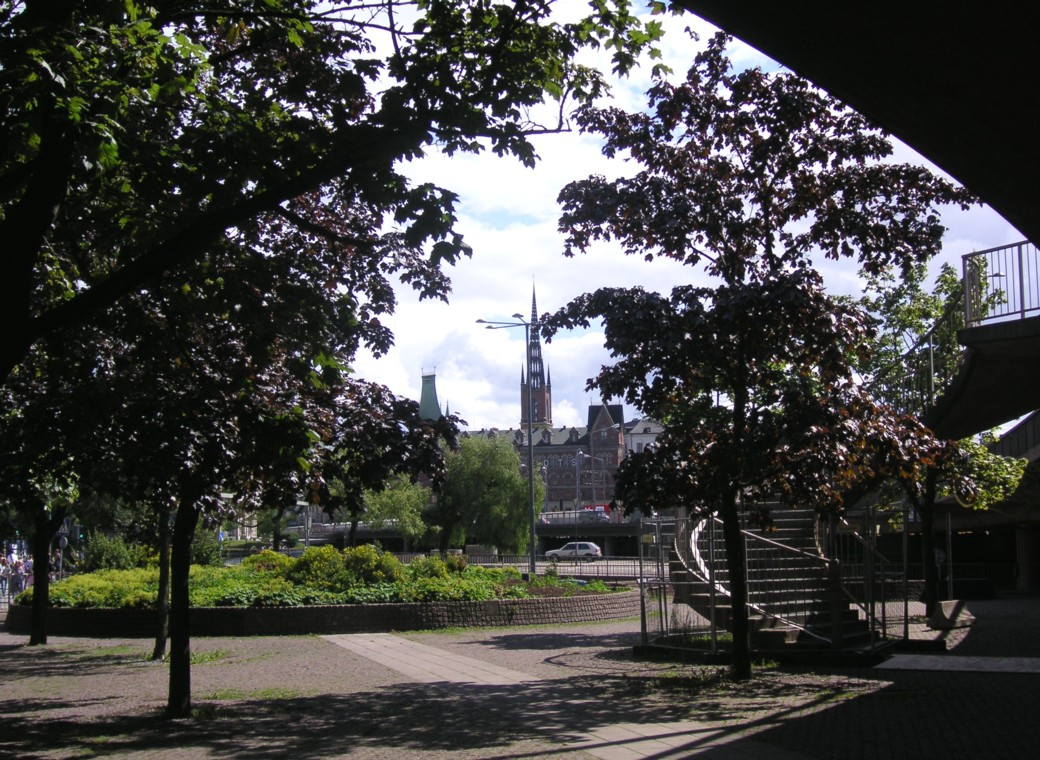
Järnvägsparken en été 2007.
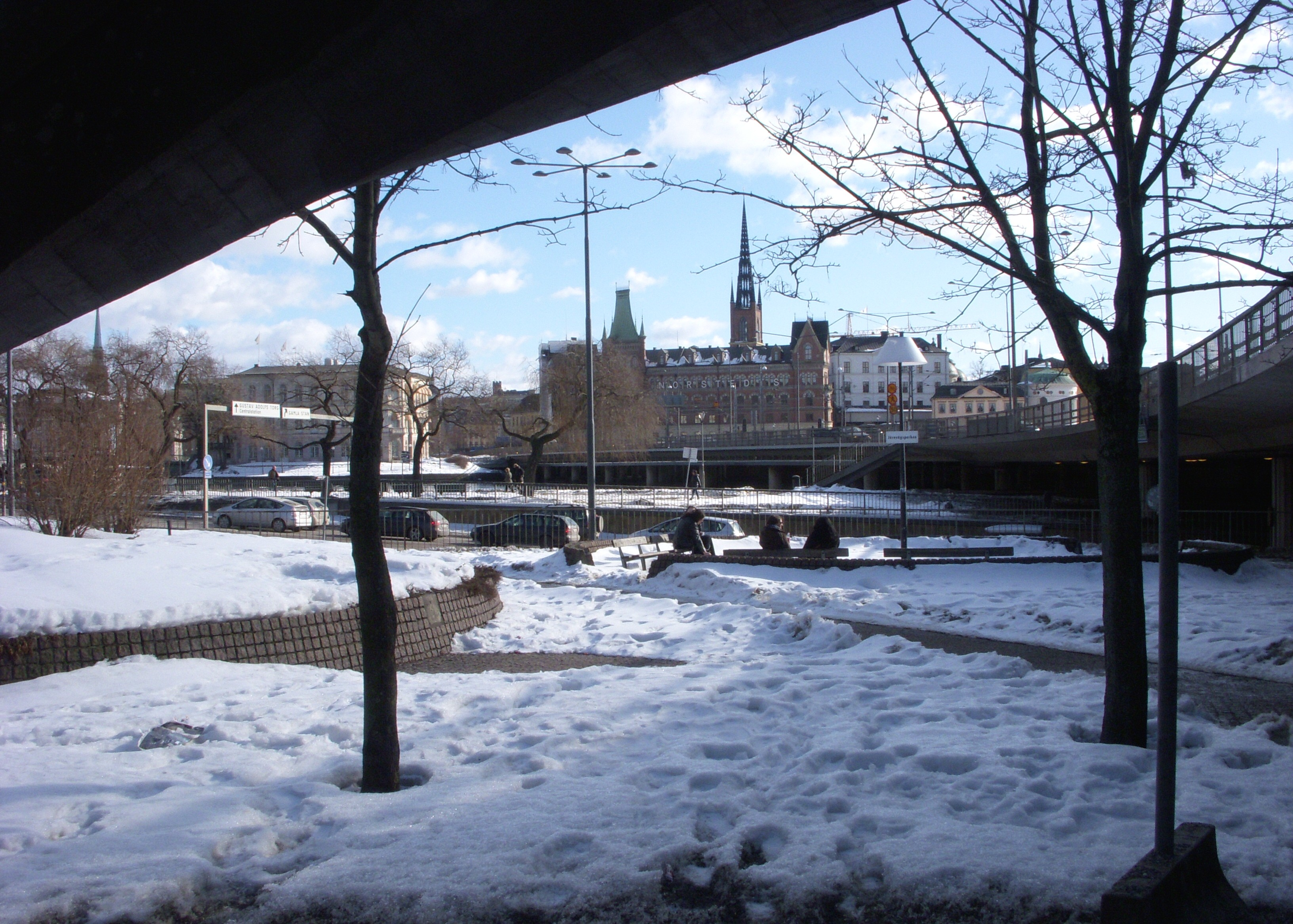

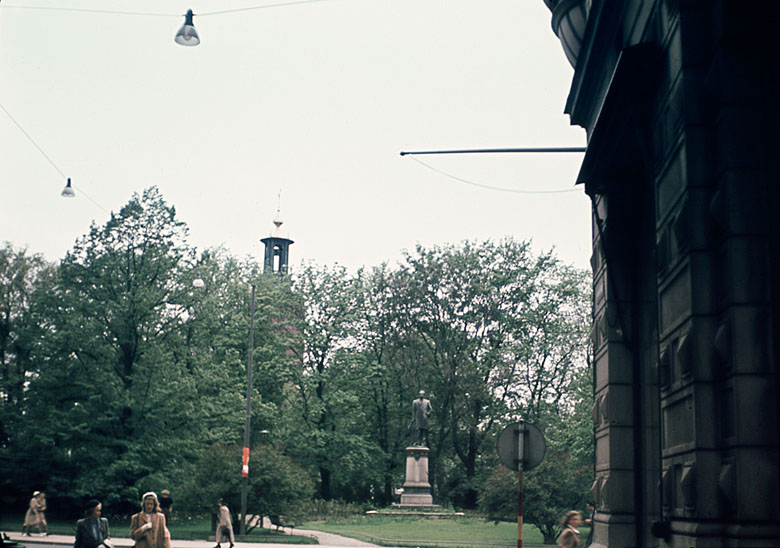
Au fond la statue de Nils Ericson.
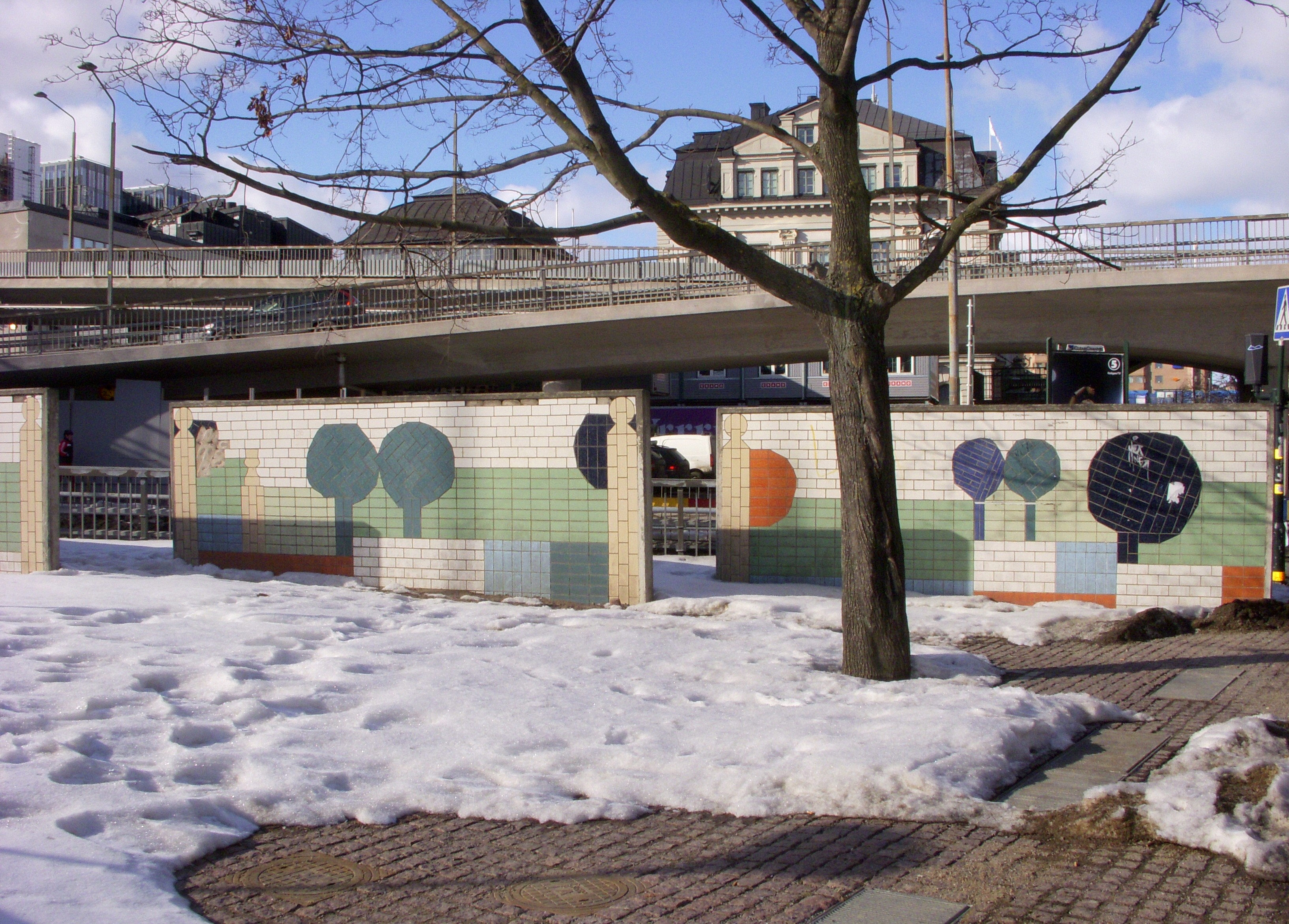
Mosaïque "Idealiserad park".
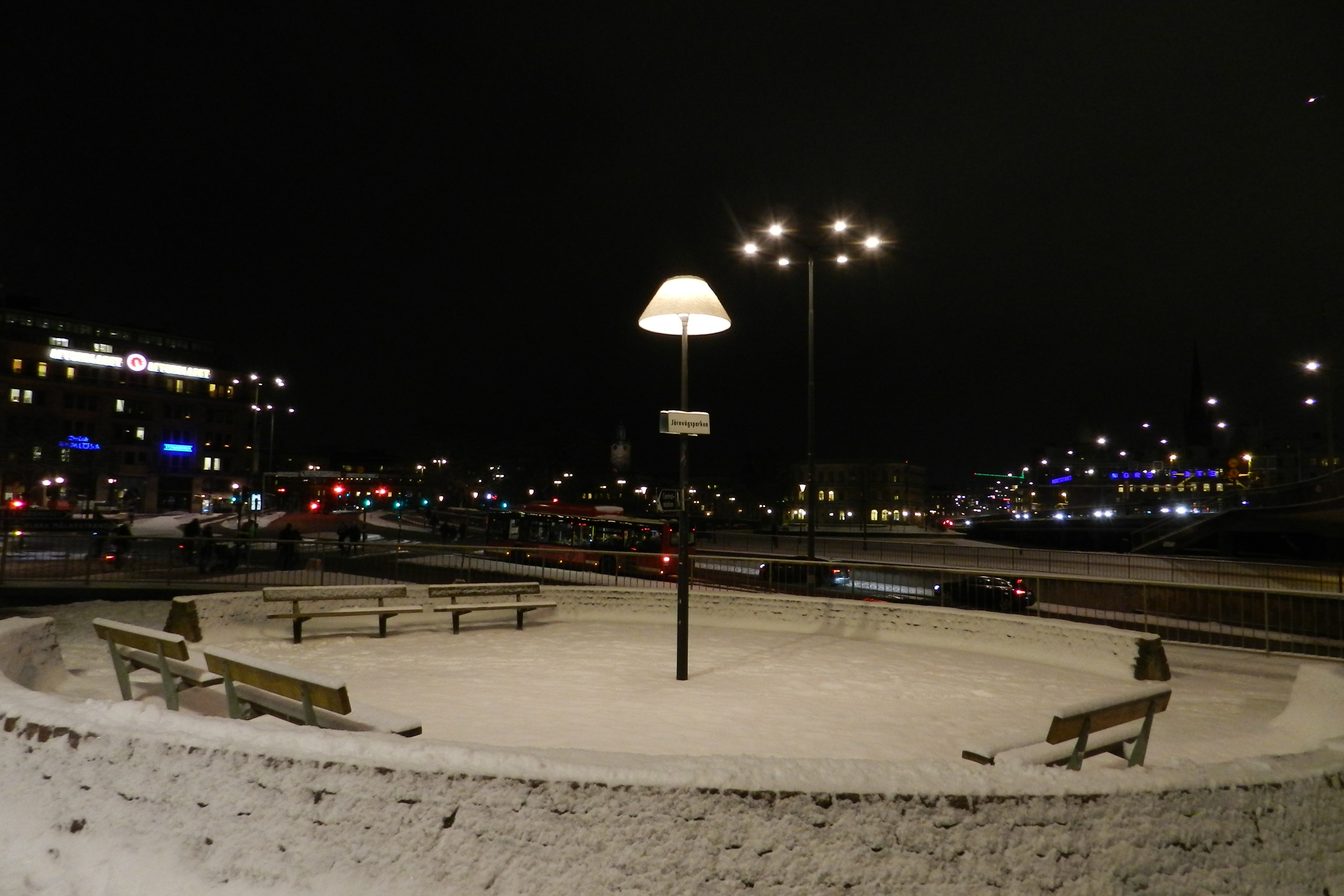